# Stefano Perocco
 (août 2023).
La mise en forme du texte ne suit pas les recommandations de Wikipédia : il faut le « wikifier ».
Les points d'amélioration suivants sont les cas les plus fréquents :
- Les titres sont pré-formatés par le logiciel. Ils ne sont ni en capitales, ni en gras.
- Le texte ne doit pas être écrit en capitales (les noms de famille non plus), ni en gras, ni en italique, ni en « petit »…
- Le gras n'est utilisé que pour surligner le titre de l'article dans l'introduction, une seule fois.
- L'italique est rarement utilisé : mots en langue étrangère, titres d'œuvres, noms de bateaux, etc.
- Les citations ne sont pas en italique mais en corps de texte normal. Elles sont entourées par des guillemets français : « et ».
- Les listes à puces sont à éviter, des paragraphes rédigés étant largement préférés. Les tableaux sont à réserver à la présentation de données structurées (résultats, etc.).
- Les appels de note de bas de page (petits chiffres en exposant, introduits par l'outil «  Source ») sont à placer entre la fin de phrase et le point final[comme ça].
- Les liens internes (vers d'autres articles de Wikipédia) sont à choisir avec parcimonie. Créez des liens vers des articles approfondissant le sujet. Les termes génériques sans rapport avec le sujet sont à éviter, ainsi que les répétitions de liens vers un même terme.
- Les liens externes sont à placer uniquement dans une section « Liens externes », à la fin de l'article. Ces liens sont à choisir avec parcimonie suivant les règles définies. Si un lien sert de source à l'article, son insertion dans le texte est à faire par les notes de bas de page.
- La présentation des références doit suivre les conventions bibliographiques. Il est recommandé d'utiliser les modèles {{Ouvrage}}, {{Chapitre}}, {{Article}}, {{Lien web}} et/ou {{Bibliographie}}. Le mode d'édition visuel peut mettre en forme automatiquement les références.
- Insérer une infobox (cadre d'informations à droite) n'est pas obligatoire pour parachever la mise en page.

Pour une aide détaillée, merci de consulter Aide:Wikification.
Si vous pensez que ces points ont été résolus, vous pouvez retirer ce bandeau et améliorer la mise en forme d'un autre article.
 (août 2023).

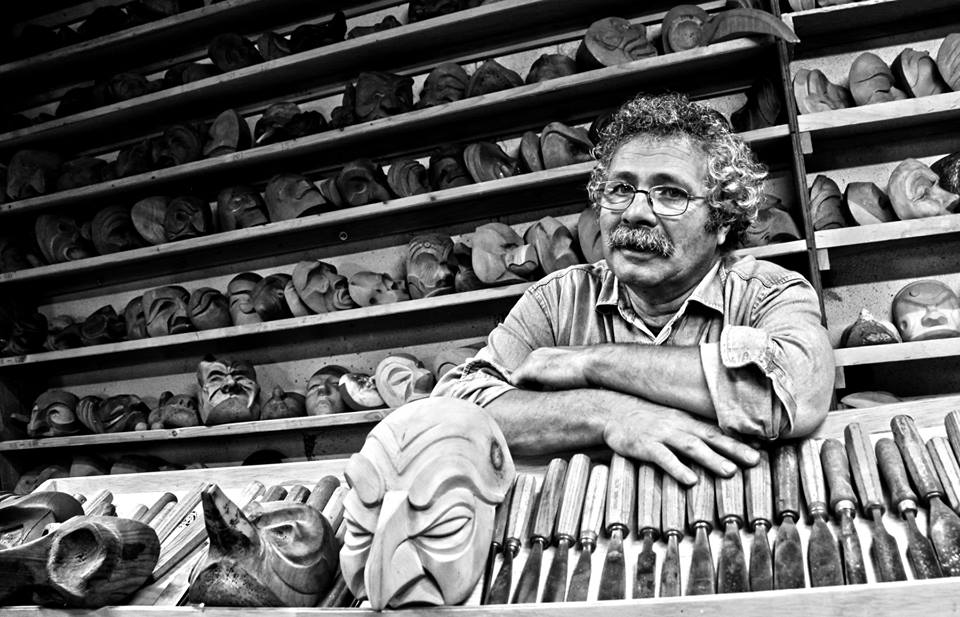
Stefano Perocco dans son atelier

Stefano Perocco di Meduna, ou Stefano Perocco, est un créateur de masques et scénographe italien né en 1954 à Mirano (Vénétie, Italie). Reconnu au niveau international, il travaille essentiellement dans le domaine du théâtre.
Il est membre fondateur de l'association Les créateurs de masques qu'il préside depuis 2015, succédant à Erhad Stiefel, Luc Laporte et Antoine Nuwo.

## Parcours artistique
Stefano Perocco rencontre l'univers des masques en 1977 pendant un stage animé par Donato Sartori dans le cadre de la 37e Biennale de Venise alors dirigée par Luca Ronconi et passée dans l'histoire comme la « Biennale del Dissenso ». Cette même année, Donato Sartori lui présente Carlo Boso avec lequel il entame une longue et durable collaboration. Avec Donato Sartori, il fabrique des masques de Commedia dell'Arte pour le spectacle Maschere, cronache di servitori e padroni mis en scène par Carlo Boso et créé à Venise, campo del Ghetto et joué sur diverses places de la ville.
En 1978 qu'il fait la connaissance de Vittorio Basaglia, rencontre décisive pour sa formation de sculpteur, notamment quant à la réalisation d'installations et de sculptures monumentales. Stefano Perocco est en effet invité à rejoindre l'équipe réunie autour de Giugliano Scabia pour le projet  Marco Cavallo, dans le cadre du laboratoire artistique collectif au sein de l'hôpital psychiatrique de Trieste, alors dirigé par Franco Basaglia, grand réformateur de la psychiatrie en Italie.
Dans les années 1980, il commence à travailler en France principalement avec la compagnie Scalzacani pour laquelle il crée des masques de Commedia dell'Arte de plusieurs spectacles mis en scène par Carlo Boso.
En 1983, il commence une collaboration avec la coopérative Tag teatro de Venise pour laquelle il créera les masques et les scénographies d'une quinzaine de spectacles qui ont tournés aux quatre coins du monde. Parallèlement, il entame une collaboration avec la compagnie lyonnaise Les Rotatives créant les scénographies et des masques pour les mises en scène de Carlo Boso, directeur artistique de la compagnie.
Les années 1990 marquent une étape fondamentale du parcours artistique de Stefano Perocco avec la rencontre de Leo de Berardinis, éminent représentant du teatro di ricerca italien. C'est sous son impulsion qu'il initie une recherche esthétique de relecture de la tradition du théâtre masqué occidental au service d'un théâtre contemporain exigeant et engagé politiquement. Les six spectacles de Leo de Berardinis pour lesquels Stefano Perocco créera des masques furent salués aussi bien par la critique journalistique qu'universitaire pour l'aspect novateur de l'utilisation des masques théâtraux, ce qui lui vaut une citation dans la prestigieuse encyclopédie Treccani.
Cette recherche se poursuit avec les spectacles mis en scène par Luca Franceschi pour lesquels il crée des masques et signe les scénographies de nombreux spectacles à partir de 1994, en France et en Belgique, ainsi qu'avec ceux de la compagnie Le Belle bandiere dirigée par Elena Bucci et Marco Sgrosso, deux anciens membres du Teatro di Leo, la compagnie de Leo de Barardinis à Bologne avec lesquels il collabore sur une dizaine de spectacles au premier rang desquels on peut citer L'Anima buona di Sezuan de Bertolt Brecht.
En 1998, Stefano Perocco signe la scénographie de Els 2 bessons venecians de Carlo Goldoni mis en scène par Toni Cafiero, créé dans le cadre de Operació Goldoni au Mercat de les Flors de Barcelone.
En 2002 il signe les costumes de La Tragédie de Macbeth de William Shakespeare, dans la traduction de Jean-Claude Carrière et mis en scène par Camille E Manolo (Théâtre du Centaure) pour le 56e Festival d'Avignon, au clos de l'abbaye de Villeneuve-lez-Avignon.
En 2005, il crée les masques du spectacle Disco Pigs de Valter Malosti (Teatro di Dionisio) produit par le stabile di Torino et créé dans le cadre enchanteur de la Cavalerizza reale de Turin.
Il travaille en outre avec de très nombreuses compagnies de par le monde (Italie, France, Espagne, Roumanie, Grèce, Royaume Uni, Belgique, Finlande, Russie, Lituanie, Chili, États Unis).

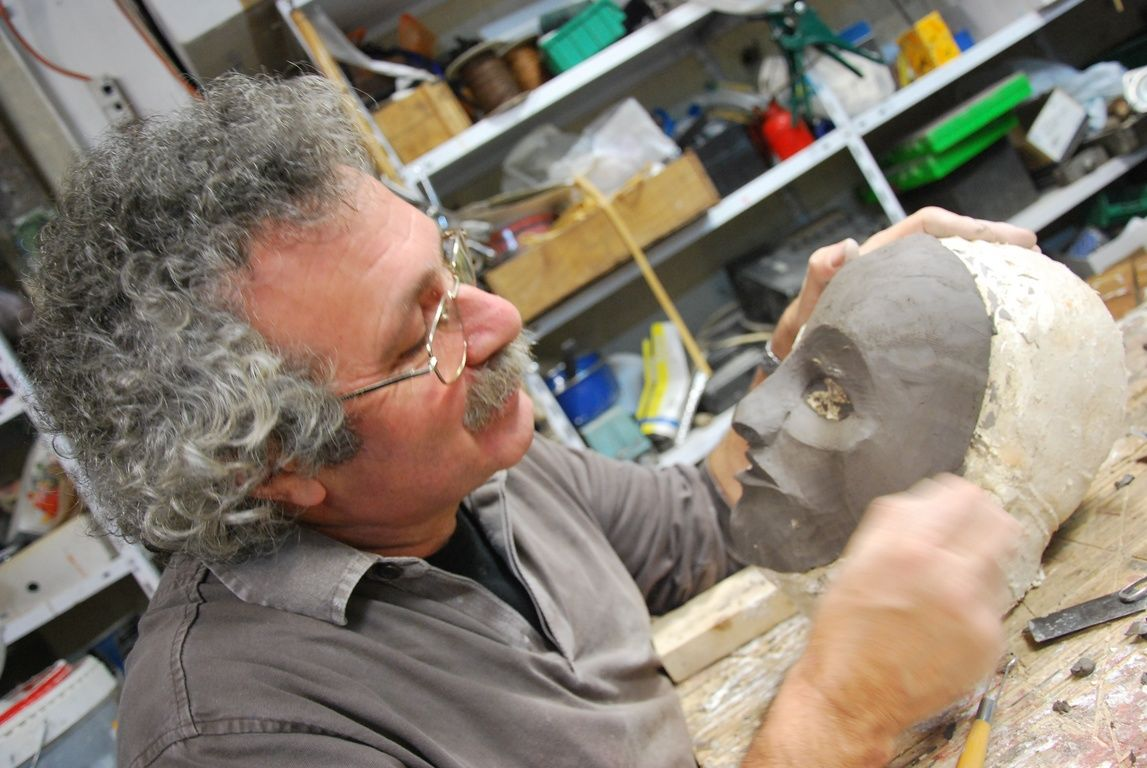
Stefano Perocco fabriquant un masque

Depuis 2022 il a entamé une fructueuse collaboration avec la compagnie Stivalaccio teatro de Vicence pour la laquelle il a créé les masques de leurs derniers spectacles.

## Réalisations

### Scénographies
- 2007 : La Flûte enchantée de Wolfgang Amadeus Mozart, mise en scène de Jean Hervé Appéré (masques et scènographie)[12]

## Expositions

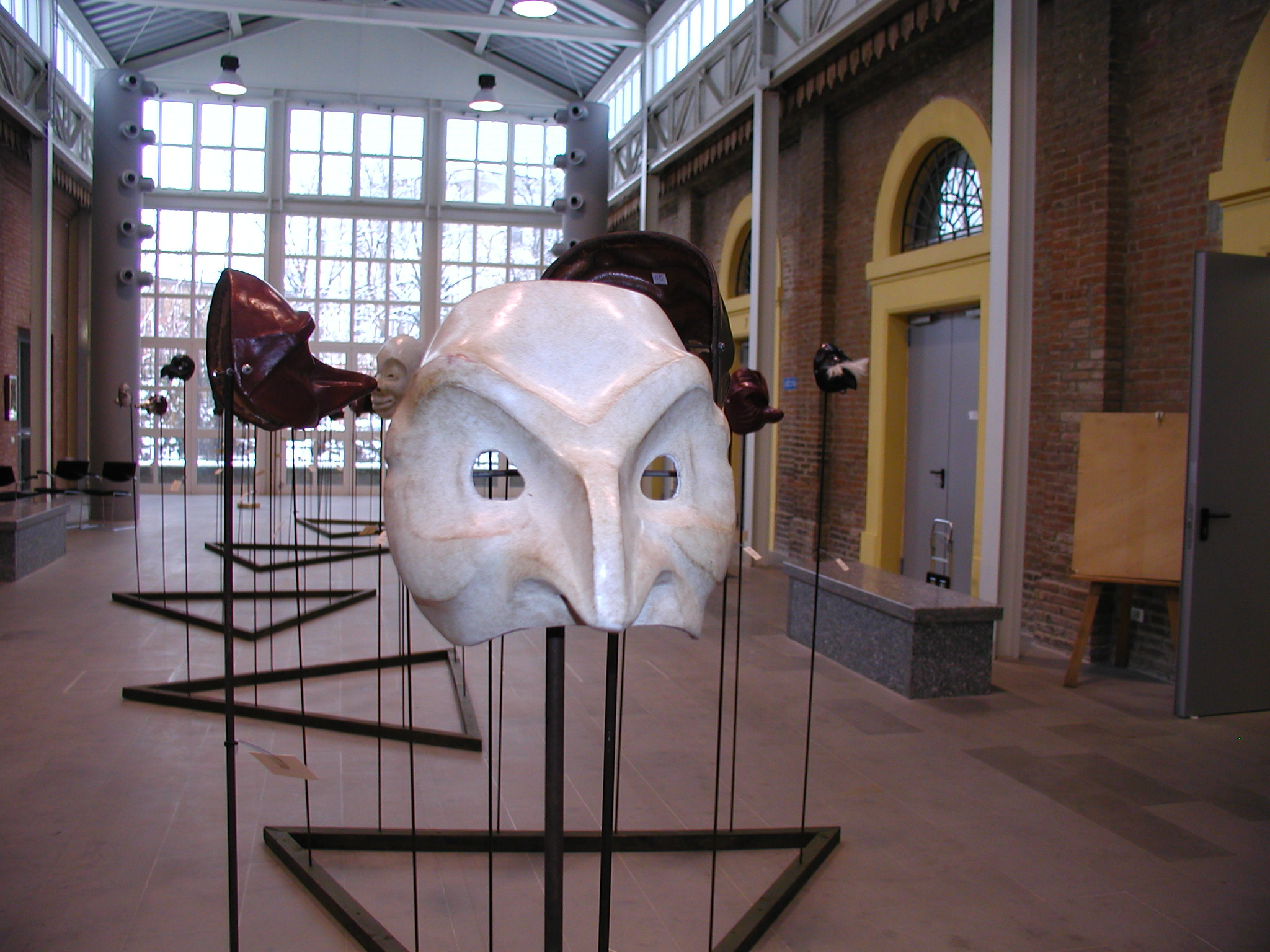
Exposition de masques de Stefano Perocco au DAMS de Bologne

Les masques de Stefano Perocco fait régulièrement l'objet d'expositions (près de 80) de par le monde, parmi lesquelles on peut citer (liste non exhaustive) :
- 1980 : Inauguration du Théâtre national de langue flamand de Gand (Het Nederlands Toneel Gent (NTGent) en Belgique.
- 1982 : Exposition de masques de Commedia dell'Arte, dans le cadre du 36e Festival d'Avignon (cour de l'Oratoire)[14].
- 1983 : Château de Katriorg (Estonie) dans le cadre du jumelage entre Tallin et Venise.
- 1983 : Maison de Carlo Goldoni à Venise (Institut de recherche théâtale de l'Université de Venise)
- 1986 : Peterbrunnhof dans le cadre du Jung Festival de Salzbourg
- 1995 : Villa Barchessa 25 aprile, Mirano (Italie)
- 1996 : Salle d'exposition du Théâtre de Beyrouth (Liban)
- 1996 : Festival Santarcangelo dei teatri[15]
- 1998 : Skali national center de Nicosie (Bristish Council), Chypre
- 1998 : Conservatoire Benedetto Marcelo de Venise (Ville de Venise)
- 1999 : Teatre Batrina, Reus (Catalunya, Espagne)
- 2000 : Orient House, Palestinian National Theater (British Council) Jérusalem (Palestine)
- 2000 : Foyer du Teatre principal de Palma de Majorque
- 2004 : Université de Dakar (Sénégal)
- 2005 : Terzo spazio DAMS (Université de Bologne, Italie)[3]
- 2007 : Teatro Cittadella de Lugano (Suisse)
- 2008 : Teatr Slaski de Katowice (Pologne)
- 2009 : Maison natale de Miguel de Cervantes, Alcalá de Henares (Espagne)[16]
- 2009 : Conservatoire national de théâtre d'Helsinki (Finlande)[17]
- 2011 : Académie Dimitri, Verscio (Suisse)
- 2017 : Les Artisans de la scène, Centre national du costume et de la scène de Moulins (France)[18]

## Transmission

### Stages, ateliers
Stefano Perocco est très impliqué dans la formation. Il transmet son art de facteur de masques auprès d'étudiants en Écoles supérieures de Théâtre, au sein d'universités ou lors de stages internationaux. Il a formé de très nombreux facteurs de masques tels que NInian Kinnier-Wilson, Étienne Champion, Francis Debeyre.

### Séminaires
Stefano Perocco est régulièrement invité à participer à des séminaires et colloques universitaires sur l'art et l'histoire du masque théâtral (Université de Venise, Université de Bologne, en Italie, Université Paris 3 Sorbonne Nouvelle, Université Paris 8 Vincennes - Saint-Denis, MSH Paris Nord, Université de Rennes, Université de Franche-Comté, en France, Centro Universitario Cardenal Cisneros de Alcalá de Henares, en Espagne...)

## Filmographie
- 2022 : 75-Biennale Ronconi Venezia de Jacopo Quadri, production Palomar par Carlo Degli Esposti et Nicola Serra
- Solo in teatro, Eugenio Allegri, Il Grande viaggio nella commedia dell'Arte de Caterina Machi Sismondi, produit par Fondazione Cirko Vertigo
- 2020 : Chiacchiere dell'Arte, épisode 11, Stefano Perocco de Michele Modestao Casarin, produit par Pantakin
- 2019 : Reportage sur Stefano Perocco de Mathieu Guillerot pour France 3 Champagne-Ardenne